# Paràbola de la dracma perduda

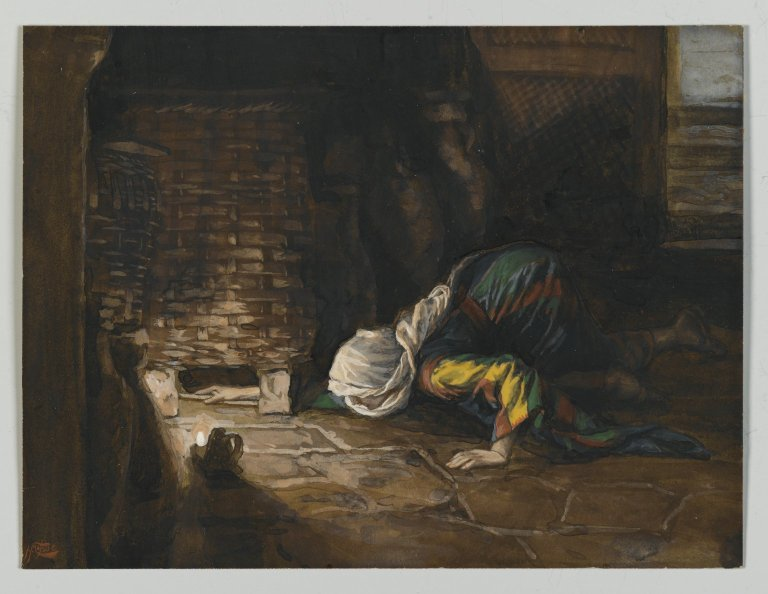
Representació de la paràbola en una obra de James Tissot.

La paràbola de la dracma perduda és una història narrada per Jesús que apareix a l'evangeli segons Lluc (Lc 15:8-10).

## Argument
Una dona quan perd una dracma de les deu que té, remou tota la casa, l'escombra i no s'atura fins a trobar-la. Llavors crida veïnes i amigues per compartir la seva alegria.

## Anàlisi
Aquesta paràbola és paral·lela a la paràbola de l'ovella perduda i a la paràbola del fill pròdig, on es narra el fet de recuperar un fidel extraviat (un creient que ha caigut en el pecat) i l'alegria que això suposa, ja que aquesta persona assolirà la salvació. A la història es parla de dracmes o monedes de plata per subratllar el valor de cada ànima (encara que se'n tinguin moltes, cal buscar aquella perduda).